# 蒂內托島
蒂內托島（義大利語：Isola del Tinetto）是位於義大利里維耶拉的一座島嶼。在行政區劃上屬於利古里亞拉斯佩齊亞韋內雷港。島上有中世紀時期的基督教宗教遺跡。島嶼最西部有修建於6世紀時的祈禱所。東部則有座教堂。和限制一般民眾進入的蒂諾島不同的是，普通人可以不需辦理特別手續就可進入蒂內托島。現在蒂內托島和附近的其他兩座島嶼以及韋內雷港一併被列入世界文化遺產。